# Antropologia e homossexualidade
A antropologia tem estudado a homossexualidade e o comportamento homossexual entre os diversos povos. Em geral os antropólogos investigam comportamentos homossexuais em tribos e índios pelo mundo sem deixarem de também estudar e discutir sobre comportamentos homossexuais na sociedade. Estudos de antropologia tem constato que muitos povos adotam hoje a homossexualidade como parte da formação juvenil. Numa famosa compilação efetuada em 1952, por exemplo, os pesquisadores Clellan S. Ford e Frank A. Beach apuraram que a homossexualidade era tida como aceitável e normal em 49 das 76 sociedades sobre as quais havia dados antropológicos a respeito. Inclusive, em algumas delas, todos os homens a praticavam em alguma fase de sua vida. Em algumas tribos da Nova Guiné (kerski, kiwai, kukukuku, marind-anim e outras) as primeiras experiências sexuais dos rapazes eram com homens mais velhos. Tipicamente, o homem só adquiriria status para casar com uma mulher após na puberdade praticar coito anal passivo e mais tarde iniciar um rapaz mais novo.  E, ainda assim, mesmo depois de casados, muitos dos homens podiam continuar a ter relações homossexuais paralelas. Por outro lado, a homossexualidade exclusiva, tanto em relação a homens e lésbicas, era desconhecida e incompreensível nessas sociedades.
Além disso, existem formas institucionalizadas de homossexualidade entre diversos índios da América do Norte, em tribos africanas, da Oceania e da Sibéria. Na tribo sudanesa dos bobo-nienequés, viúvas estéreis podiam comprar uma noiva e desposá-la na forma tradicional.  O status da noiva, por sua vez, até então inferior nessas tribos, melhorava consideravelmente com o papel de "marido" e mais ainda quando a "esposa" engravidava por meio de um amante do sexo masculino que todos fingiam ignorar. Além disso, muitos povos indígenas norte-americanos permitiam que certos homossexuais exclusivos assumissem o papel de bardoche (nas tribos da nação sioux) ou alyha  (tribos mojaves), e estes homossexuais usavam trajes femininos, assumiam tarefas e status de mulher e tinham permissão de conviver com um "marido", além de praticarem coito anal passivo. Muitos antropólogos afirmam que a homossexualidade, no entanto, não seria amplamente comum e aceitável somente em tribos "selvagens" e prova disso é sua aceitação e expansão durante a civilizada Grécia Antiga.